# Акустика
Акустиката е дял от физиката, наука за звука и трептенията (колебанията) на твърдите, течни и газообразни вещества, а електроакустиката изучава методите и техническите средства за превръщане на тези трептения в електрически сигнали и обратно – превръщането на електрическите трептения в механични и от тях – в звукови вълни.

## История
Акустиката е възникнала още в зората на човешката история вследствие на интереса на хората към музиката. Първоначалните познания в тази област са имали чисто емпиричен, а често дори и мистичен характер. Например, китайският философ Фохи, живял около 3000 г. преди новата ера, се е опитвал да намери връзка между височината на тона и петте елемента – земя, вода, въздух, огън и вятър.
В общ план, понятията на древните източни народи като китайци, индуси и араби в областта на музиката и акустиката значително са се отличавали от съвременните – индусите в своите музикално-теоретични трудове „Морето на звуците“ и „Огледало на музиката“ разделят октавата на 22 тонални промеждутъка, а арабите разделят октавата на 17 тона.
За първи път в музикалните теории на древните гърци се появяват много елементи, приближаващи се до съвременните теории. Питагор Самоски, повече познат като математик, допълнил тоналната скала на орфеевата лира, която съдържала само до-фа-сол-до, до пълната диатонична гама до-ре-ми-фа-сол-ла-си-до. Пак той е открил връзката между дължината на струната или тръбата на музикалния инструмент и височината на тона, а Квинталион доказал с помощта на сламка наличието на резонанс на струната.
Първите сведения за физическата природа на звука се отнасят към 5 век. Учените Архелой и Зенон, които принадлежат към различни философски школи, са смятали, че звукът е процес на свиване и разреждане на въздуха. Най-точна формулировка намираме във втората книга на „Физика“ на Хрисип: „Чуването става, защото въздухът между слушателите и звучащия предмет трепти кръгообразно, а след това се разпространява като вълни и достига ухото подобно на водата във водоема, която се раздвижва във вид на кръгови вълни около хвърления камък.“ Витрувий също е привеждал използвания и до днес пример с водните кръгове за нагледна илюстрация на разпространението на звука, като при това е изтъквал, че за разлика от повърхностните вълни във водата, при звука това разпространение става във вид на пространствени, т.е. сферични вълни.
Древните гърци са познавали в общи черти и законите за разпространение и отражение на звука. За това може да се съди от архитектурата на античните театри.
Античните артисти са използвали рупора за усилване на говора, а според описанията Александър Македонски е използвал за събиране на войската си рог, който се е чувал на 18 километра.
Развитието на акустиката, както впрочем и на всички естествени науки, е било задържано от Аристотел, който смятал, че експериментът е недостойно занимание за един учен.
Развитието на акустиката като физическа наука може да се раздели на три периода:

### Първи период
Първият период обхваща годините от началото на седемнадесети до началото на 18 век. Той се характеризира с изследване на системата от музикални тонове и техните източници – струни и тръби. Тогава станала известна връзката между височината на тона и броя трептения за единица време, което се споменава едновременно в „Диалозите“ на Галилей и в „Книга за хармонията“ на Мърсен. Последният освен това за пръв път определил скоростта на звука по броя удари на пулса между блясъка на изстрела и възприемането на звука, като въпреки примитивните средства е получил твърде точни резултати. Пак той определил, че скоростта на звука не зависи от височината на тона, като измервал скоростта на звука от изстрел с пушка и оръдие. През 1678 г. Робърт Хук формирал своя знаменит закон за пропорционалността между силата и деформацията, с което създал основата за развитие на учението за звука, а Кристиан Хюйгенс формулирал принципите на вълновото движение.
През седемнадесети век се очертава един стремеж на хората към развлеченията и увлечение по необичайното и вълшебното. Забележителната работа на Кирхер „Фонургия – новото изкуство на отгласите и звуците“ се занимава почти изключително с явленията ехо и шепнещи сводове. В същата книга авторът убедително препоръчва сериозната музика като средство за лечение на ухапване от тарантул. Впрочем, някои хора по това време наистина са смятали, че в затворена кутия вследствие на големия път при многократно ехо, звукът може да се запази дълго време.

### Втори период
Вторият период, започващ от началото на осемнадесети век, се характеризира с това, че акустиката се развива като дял от механиката. Тогава се създава общата теория на механичните трептения, излъчването и разпространението на звуковите вълни. Разработват се методи за измерване на характеристиките на звука. Изяснява се физическата същност на тембъра.
Учените Леонард Ойлер, Даниел Бернули, Жан Д'Аламбер и Лагранж разработват теорията на трептението на струни, прътове и пластини и обясняват произхода на обертоновете.
За основател на експерименталната акустика може да се смята немският учен Ернст Хладни (1756 – 1827), чието знаменито ръководство „Акустика“ се появява през 1802 г. В него се изследва експериментално характерът на трептенията на различни звучащи тела – мембрана, пластина и камбана. Това е ставало с помощта на така наречените „пясъчни фигури на Хладни“ – при посипването на вибрираща повърхност със сух ситен пясък той се изтласква от зоните, където амплитудата на вибрациите е максимална, и се натрупва в зоните с минимална амплитуда на вибрациите, като по този начин те стават „видими“.
Англичанинът Томас Юнг и французинът Френел развиват представата на Хюйгенс за разпространението на вълните и създават теорията на интерференцията и дифракцията. Австриецът Кристиан Доплер открива закона за изменение на честотата на звука при взаимно движение на излъчвателя и приемника.
През този период Шарл Фурие създава математическия метод за разлагане на периодичните процеси на синусоидални хармоници. На базата на това Херман фон Хелмхолц експериментално анализира звука с помощта на резонатори. Използвайки камертони и резонатори, Хелмхолц успява да възпроизведе различни гласни. Пак той е създал първата физическа теория на ухото като слухов апарат.
Свой принос в акустиката са дали Вилхелм Вебер, Готфрид Лайбниц, Симон, Георг Ом, а Лорд Релей обобщава целия този етап в своя класически труд „Теория на звука“.
На границата между 19-и и 20 век американският учен У. Себин положил основите на архитектурната акустика. Той открил закона, свързващ времето на реверберация (послезвучене) в помещението със звукопоглъщането, и затова единицата мярка за звукопоглъщане носи неговото име.

### Трети период
През месец юли 1861 г. във Франкфуртското физическо общество Филип Рейс осъществява за пръв път предаване на говор по първообраза на телефона, като по този начин поставя началото на третия етап в развитието на акустиката – етапа на електроакустиката. Предложените от него микрофон и слушалка след това били усъвършенствани от Бел (слушалката) и Юз, който предложил въгленовия микрофон, използван и в повечето телефонни апарати. През 1917 г. Венте изобретява кондензаторния микрофон, а през 1924 г. се появява разработеният от Валтер Шотки и Валтер Герлах лентов микрофон. Широко използваният динамичен микрофон е предложен от Венте и Терас през 1931 г.
Електродинамичният високоговорител във вида, в който се използва днес, е предложен от Гейс и Келог от фирмата Дженерал Електрик.
Развитието на електроакустиката продължава и в наши дни, като все още се очакват новите открития, които биха извели електроакустичните преобразуватели и главно излъчвателите на нивото на качествените показатели на съвременната звукозаписна и усилвателна апаратура.

## Основни понятия

### Сила на звука
Сила на звука се нарича интензивността на звуковата вълна. Измерва се в W/m2. Тя се изменя обратнопропорционално на квадрата от разстоянието, на което се намира точковият източник. Диапазонът, в който човек възприема звуковите трептения, е от 10-12 W/m2 до 1 W/m2. Понякога долната граница се нарича праг на чуване, а горната – праг на болката.
Ултразвукови вълни с висока интензивност (от порядъка на 106 W/m2) се използват за механична обработка на материали (рязане, шлифоване), за получаване на хомогенни емулсии и др.

### Ниво и гръмкост
Специфична особеност на човешкото ухо е, че ако интензивността на звука нараства в геометрична прогресия, интензивността на възприемане на звука се увеличава в аритметична прогресия, т.е. интензивността на звука, възприеман от ухото, е пропорционална на логаритъма на физичната интензивност (закон на Вебер-Фехнер).
За сравняване интензивността на звукови вълни се дефинира величината ниво на звука
{\displaystyle L=10lgI/I<sub>0</sub>}
където I0 e интензивност за сравнение, равна на 10-12 W/m2, т.е приема се прагът на чуване при честота 1000 Hz. Единицата за ниво на звука е децибел (dB).
Освен това се оказва, че чувствителността на човешкото ухо към интензивността на звука за различни честоти е различна. Затова се въвежда величината гръмкост на звука. Тя се дефинира като величина, чиято числена стойност при 1000 Hz съвпада с нивото на звуковата интензивност, изразено в децибели. За да се прави разлика, гръмкостта се измерва с единицата фон (phon). Гръмкостта на звука е 1 phon при ниво на звука 1 dB и честота 1000 Hz. При други честоти гръмкостта се определя, като се сравнява със звук с честота 1000 Hz. Зависимостта на чувствителността на човешкото ухо от честотата се изразява с кривите на еднаква гръмкост. Те се получават по експериментален път като средни стойности от измервания, проведени с голям брой лица с нормален слух.

### Височина и тембър
Височината на звука се определя от честотата му. Но музикални звуци с еднаква височина и гръмкост, изпълнени на различни музикални инструменти, се възприемат различно или както се казва, имат различен тембър. Звукът от музикален инструмент с дадена височина е сложно периодично трептене, което може да се представи като наслагване (суперпозиция) на прости синусоидални трептения с различни честоти и амплитуди. Честотите на простите (хармоничните) трептения са целочислено кратни на честотата на основното трептене и се наричат хармоници на основната честота, или обертонове. Съвкупността от всички хармоници (всеки със своята амплитуда) се нарича спектър на сложното трептене. Тембърът на звука се определя от неговия спектър.

## Основни направления
Приложната акустика изследва акустичните явления от гледна точка на практическото им приложение и има много области, често твърде отдалечени една от друга.
- Физиологичната акустика се занимава с проблемите и устройството на слуха и звуко-говорния апарат на хората и животните.
- Архитектурната акустика се занимава проблемите на звукоизолацията и предаването и възприемането на звук в помещения, зали, театри (с нея се срещаме най-често).
- Музикалната акустика изучава и оптимизира музикалните инструменти. Чрез нея и с помощта на компютри се създават неразличими по звучене и тембър двойници на инструментите, правени от старите майстори.
- Електроакустиката разработва микрофони, високоговорители и устройства за звукозапис, звуковъзпроизвеждане и радиоразпространение.
- Хидроакустиката изследва разпространението на звука във водна среда (по-специално в океаните и моретата). Постиженията ѝ са в основната на подводната звукова връзка, предсказването на морски бури и земетресения, търсенето на рибни пасажи и потънали кораби.